# Warzenschnecken
Die Warzenschnecken (Phyllidiidae) sind eine Familie der Sternschnecken in der Unterordnung der Nacktkiemer. Es handelt sich um meist mittelgroße, ausschließlich marine gehäuselose Schneckenarten, die Schwämme fressen.

## Merkmale

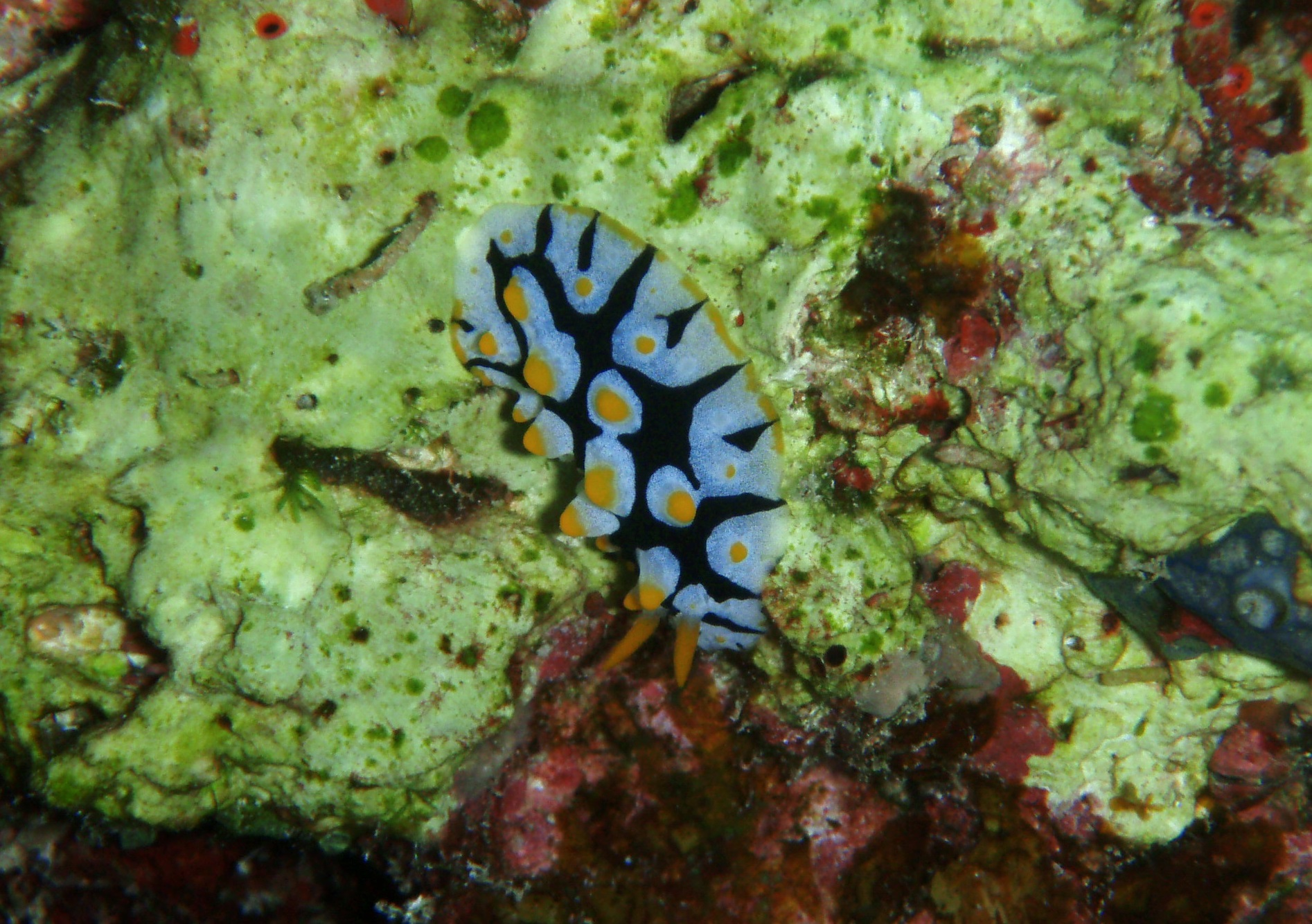
Phyllidia sp.

Die Phyllidiidae haben einen abgeflachten Körper mit ovalem Umriss, dessen Rücken mit harten, farbigen Warzen besetzt ist. Wegen dieser Warzen werden die Tiere auch Warzenschnecken genannt. Die beiden am Kopf sitzenden Fühler, die Rhinophoren, sind lamelliert und zurückziehbar. Darüber hinaus kann es auch Fühler am Mund geben, Labialtentakeln genannt. Wie andere Sternschnecken haben auch die meisten Phyllidiidae ihren After auf der Mittellinie des Rückens. Eine Ausnahme bilden die Schnecken der Gattung Phyllidia, deren After sich auf der Bauchseite am Hinterende befindet und vorstreckbar ist. Es gibt keinen Kiemenkranz um den After, vielmehr sind die Kiemen um den Körper herum seitlich zwischen Mantel und Fuß an der Mantelunterseite angeordnet.
Den Schnecken fehlen sowohl Kiefer als auch Radula. Der Pharynx (Vorderdarm) besitzt einen erweiterten, muskulösen Abschnitt (Bulbus pharyngealis), der über zwei kräftige Muskeln mit der dorsolateralen Körperwand verbunden ist und durch Munddrüsen versorgt wird.
Die Phyllidiidae fressen Schwämme, meist als Nahrungsspezialisten eine bestimmte Art. Das Fleisch wird mit Hilfe des kräftigen pharyngealen Bulbus eingesogen.
Die Warzenschnecken haben meist eine auffällige Färbung, die als Aposematismus (Warnfarbe) betrachtet wird. Zumindest ein Teil der Arten, so z. B. Phyllidia varicosa, scheidet in der Haut Substanzen ab, die stark toxisch auf Fische und Krebse wirken.
Wie andere Sternschnecken sind die Phyllidiidae Zwitter und haben ebenso drei Geschlechtsöffnungen. Sie begatten sich gegenseitig mit ihren Penissen und legen ihre Eier in meist weißen Eischnüren ab, aus denen zahlreiche Veliger-Larven schlüpfen, die sich von Plankton ernähren und nach einer längeren pelagischen Phase zu kleinen Sternschnecken metamorphosieren.
Zu den Phyllidiidae gehören über 80 Arten, darunter die Augenfleck-Warzenschnecke (Phyllidia ocellata) und die Varizen-Warzenschnecke (Phyllidia varicosa).

## Systematik
Nach Bouchet und Rocroi (2005) ist die Familie Phyllidiidae eine von drei Familien in der Überfamilie Phyllidioidea. Zur Familie gehören fünf Gattungen mit insgesamt mehr als 80 Arten:
- Phyllidia Cuvier, 1797 (Typusgattung)
- Ceratophyllidia Eliot, 1903
- Phyllidiella Bergh, 1869
- Phyllidiopsis Bergh, 1875
- Reticulidia Brunckhorst, 1990

## Mimikry
Pseudoceros imitatus aus der Ordnung Polycladida (Klasse der Strudelwürmer) aus den Gewässern von Papua-Neuguinea und dem Great Barrier Reef ahmt die aposematische Art Phyllidiella pustulosa in Färbung und Größe nach (Mimikry).